# آلفرد بولر

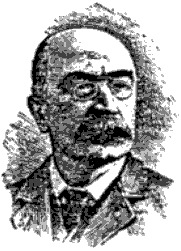
آلفرد بولر

آلفرد پ بولر (به انگلیسی: Alfred P. Boller) (تولد ۲۳ فوریه ۱۸۴۰ فیلادلفیا پنسیلوانیا - مرگ ۹ دسامبر ۱۹۱۲ نیوجرسی) یک مهندس عمران و طراح پل اهل ایالات متحده آمریکا بوده‌است. او بین سال‌های ۱۸۰۰ تا ۱۹۰۰ میلادی، مهندس ارشد در طراحی چندین پل بود. او یکی از موسسان شرکت مهندسی بولر اند هودج در نیویورک می‌باشد. از طراحی‌های او می‌توان به پل خیابان مدیسون اشاره کرد.